# 앤드류 스티븐스

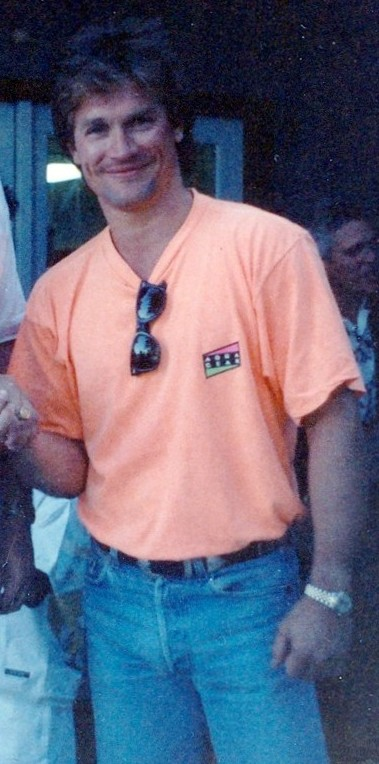

앤드루 스티븐스(Andrew Stevens, 1955년 6월 10일 ~ )는 미국의 영화 감독, 배우, 영화 제작자, 각본가, 모델이다.
멤피스에서 여배우 스텔라 스티븐스의 아들로 태어났다.

## 출연 작품
- 모자브 사막의 최후 2 (1990년)
- 나이트 아이 (1990년)
- 모자브 사막의 최후 (1989년)
- 이노센스 (1989년)
- 질겁하다 (1987년)
- 카운터포스 (1987년)

### 텔레비전
- 늪지의 괴물 - TV 시리즈 (1990년)
- 호텔 - 시리즈 (1983년)